# Berlanga del Bierzo (kommun)
Berlanga del Bierzo är en kommun i Spanien.   Den ligger i provinsen Provincia de León och regionen Kastilien och Leon, i den nordvästra delen av landet, 300 km nordväst om huvudstaden Madrid. Antalet invånare är 401. Arean är 27,9 kvadratkilometer. Berlanga del Bierzo gränsar till Páramo del Sil, Toreno, Cubillos del Sil, Sancedo, Vega de Espinareda och Fabero. 
Terrängen i Berlanga del Bierzo är huvudsakligen lite kuperad.